# Allium rhynchogynum
Allium rhynchogynum — вид рослин з родини амарилісових (Amaryllidaceae); ендемік Китаю.

## Опис
Цибулина, ймовірно, одиночна, вузько циліндрична. Листки широко лінійні, коротші від стеблини, 8–10 мм завширшки, плоскі, верхівки округлі. Стеблина 16–22 см, з 1 листовою піхвою в основі. Зонтик малоквітковий. Оцвітина рожево-червона; сегменти вузько ланцетні, 10–12 × 2.5–3 мм, верхівка загострена. Період цвітіння: серпень.

## Поширення
Ендемік Китаю — північно-західний Юньнань.
Населяє скелі, долини; 2700–3200 м.